# Ingemar Helmner
Torvald Ingemar Helmner, född 6 november 1951 i Askersunds landsförsamling, Örebro län, är en svensk sångarevangelist, pastor och författare. 
Ingemar Helmner är reseevangelist med Norden som arbetsfält. Han har hållit många möteskampanjer och har också arbetat som pastor i Citykyrkan och Filadelfiakyrkan samt även på andra orter, som exempelvis Skellefteå. Han är också kolumnist i Hemmets vän. Vidare har han medverkat i Kanal 10.
Han gifte sig 1971 med Agneta Gunnarsson (född 1952) och de har fem barn. Äldste sonen Magnus Helmner (född 1972) är också sångare och musiker och har släppt flera plattor.